# Phytomyza minima
Phytomyza minima este o specie de muște din genul Phytomyza, familia Agromyzidae, descrisă de Johann Wilhelm Meigen în anul 1830.
Este endemică în Germania. Conform Catalogue of Life specia Phytomyza minima nu are subspecii cunoscute.